# Todor Nedelev
Todor Nedelev (Belozem, 7 de febrero de 1993) es un futbolista búlgaro que juega de delantero en el PFC Botev Plovdiv de la Liga Bulgaria A PFG.

## Selección nacional
Es internacional con la selección de fútbol de Bulgaria. Fue internacional sub-17, sub-19 y sub-21, antes de convertirse en internacional absoluto el 15 de agosto de 2013, en un partido amistoso frente a la selección de fútbol de Macedonia del Norte.

## Clubes
| Club                       | País     | Año       |
| -------------------------- | -------- | --------- |
| PFC Botev Plovdiv          | Bulgaria | 2011-2013 |
| 1. FSV Maguncia 05         | Alemania | 2014-2017 |
| PFC Botev Plovdiv (cedido) | Bulgaria | 2016-2017 |
| PFC Botev Plovdiv          | Bulgaria | 2017-2023 |
| PFC Ludogorets Razgrad     | Bulgaria | 2023-2025 |
| PFC Botev Plovdiv          | Bulgaria | 2025-     |

## Palmarés

### Títulos nacionales
| Título                   | Club                   | País     | Año  |
| ------------------------ | ---------------------- | -------- | ---- |
| Copa de Bulgaria         | PFC Botev Plovdiv      | Bulgaria | 2017 |
| Supercopa de Bulgaria    | PFC Botev Plovdiv      | Bulgaria | 2017 |
| Copa de Bulgaria         | PFC Ludogorets Razgrad | Bulgaria | 2023 |
| Primera Liga de Bulgaria | PFC Ludogorets Razgrad | Bulgaria | 2023 |
| Supercopa de Bulgaria    | PFC Ludogorets Razgrad | Bulgaria | 2023 |
| Primera Liga de Bulgaria | PFC Ludogorets Razgrad | Bulgaria | 2024 |
| Supercopa de Bulgaria    | PFC Ludogorets Razgrad | Bulgaria | 2024 |
| Primera Liga de Bulgaria | PFC Ludogorets Razgrad | Bulgaria | 2025 |
| Copa de Bulgaria         | PFC Ludogorets Razgrad | Bulgaria | 2025 |